# Konstancie Opolská
Konstancie Opolská (polsky Konstancja opolska, nebo jen Konstancja) (narozena před rokem 1265, † 1277–1280) – kněžna z rodu Piastovců, přesněji z větve Slezských Piastovců. Dcera Vladislava I. Opolského († 1281/1282) a Eufemie Velkopolské († po 1281).

## Úvod
Historie Slezských Piastovců zaznamenala dvě kněžny se jménem Konstancie. Vhledem k nedostatku písemných pramenů bývají často zaměňovány, nebo ztotožňovány do jedné osoby. Více informací je pod encyklopedickým heslem Konstancie Vladislavská.